# Sovesyge
Sovesyge også kaldet trypanosomiasis eller sleeping sickness, er en dødelig sygdom som skyldes en parasit kaldet en flagellat (Trypanosoma brucei), som forårsager infektion i hjernen samt hjernehinderne. Parasitten lever i tsetsefluer, og fluens bid kan dermed overføre sovesyge til mennesker, men heldigvis er de færreste tsetsefluer smittet med parasitten og fluens bid vil i reglen kun give alment ubehag.

## Sygdomsforløb
Der findes to forskellige underarter af Trypanosoma brucei som foråsager sygdommen, og begge fører oftest til døden, da det sjældent bliver behandlet i tide. De giver hver sit sygdomsbilllede. Hvis man er blevet bidt af en tsetseflue og området omkring bidestedet bliver stort, ømt, rødt og hævet kan det vække mistanke om infektion med sovesyge. Begge parasitter lever i værtens blodbaner hvor de formerer sig hvorved sygdommen forværres.
Hvis de bevæger sig ind i centralnervesystemet ses de karakteristiske tegn på sygdommen.

### Trypanosoma brucei gambiense
Denne parasit foråsager et sygdomsforløb som kan vare i flere år. Fra man er smittet til de første symptomer på smitten ses går der som regel et par dage til nogle uger. Der kan gå op til 2 år før symptomer på smitte i hjernen opstår. Ved smitte kan der til at starte med komme en lokal infektion med et stort 2-10 centimeters rødt område eller sår på det sted, hvor fluen oprindeligt bed. Samtidig kan der ses hævede, ømme lymfeknuder og generel sygdom med feber, muskelsmerter og ledsmerter. Der kan også udvikles udslæt. Er man smittet med denne parasit, vil man uden behandling til sidst gå i koma af infektionen i hjernen, hvor symptomerne er forvirring, omvendt døgnrytme, demens og kramper. Til sidst vil man dø af eventuelle andre infektioner, der kan komme oven i den primære sygdom. Komaen er årsag til navnet "sovesyge".

### Trypanosoma brucei rhodesiense
Denne parasit forårsager en voldsom og akut febersygdom som hurtigt kan gå hen og blive dødelig. Symptomerne er stort set de samme som ved Trypanosoma brucei gambiense, infektionen fremkommer bare hurtigere.

## Smitten
Parasitterne lever i tsetsefluer, og biddet fra fluen kan overføre parasitterne. Dog er det kun få af fluerne der bærer smitten. Hvis en person som allerede er blevet smittet med sovesyge bliver bidt af en ikke-smittet tsetseflue kan denne flue også blive smittet og efter 4-6 uger sprede smitten videre.

## Diagnose
Har man mistanke om at man er smittet med sovesyge skal man hurtigst muligt søge læge. Denne vil ud fra en blodprøve, væske fra lymfeknuder eller rygmarvsvæske kunne afgøre om man er smittet med sovesyge, og en behandling vil da med det samme blive sat i gang.

## Behandling
For at forhindre svære sygdomstilfælde screenes den del af befolkning, som er i risiko for at få sygdommen, via blodprøver for parasitten T.b. gambiense. Sygdommen er lettere at behandle, hvis den opdages tidligt, og inden der opstår neurologiske symptomer. Sygdommen behandles i sin første fase med lægemidlet pentamidin eller suramin. Når sygdommen er i sin anden fase, behandles den med eflornithin eller, mod T.b. gambiense, en kombination af nifurtimox og eflornithin. Selvom melarsoprol virker mod begge parasittyper, bruges lægemidlet typisk kun til behandling mod T.b. rhodiense pga. dets alvorlige bivirkninger.

## Udbredelse
Der forekommer regelmæssigt udbrud af sygdommen i visse regioner af Afrika syd for Sahara, hvor ca. 70 mio. mennesker i 36 lande er i risiko for at få sygdommen. I 2010 var sygdommen skyld i 9.000 dødsfald mod 34.000 dødsfald i 1990. Det anslås, at der aktuelt er 30.000 smittede mennesker, hvoraf 7.000 blev smittet i 2012. Over 80 % af disse sygdomstilfælde findes i Den Demokratiske Republik Congo. I nyere tid har der været tre store bølger af udbrud: én fra 1896 til 1906, som primært fandt sted i Uganda og Congo-bassinet, samt to bølger i 1920 og 1970 i flere afrikanske lande. Andre dyr, som f.eks. køer, kan bære sygdommen og blive smittet.